# Pipit à gorge jaune
Anthus chloris
Espèce
Synonymes
- Hemimacronyx chloris (Lichtenstein, 1842)

Statut de conservation UICN

VU : Vulnérable
Le Pipit à gorge jaune (Anthus chloris) est une espèce de passereaux de la famille des Motacillidae.

## Nomenclature
Le nom valide complet (avec auteur) de ce taxon est Anthus chloris Lichtenstein, 1842.
Ce taxon porte en français le nom vernaculaire ou normalisé suivant : Pipit à gorge jaune.

## Répartition
Cet oiseau peuple le Drakensberg
(Lesotho de Afrique du Sud).